# Neurita

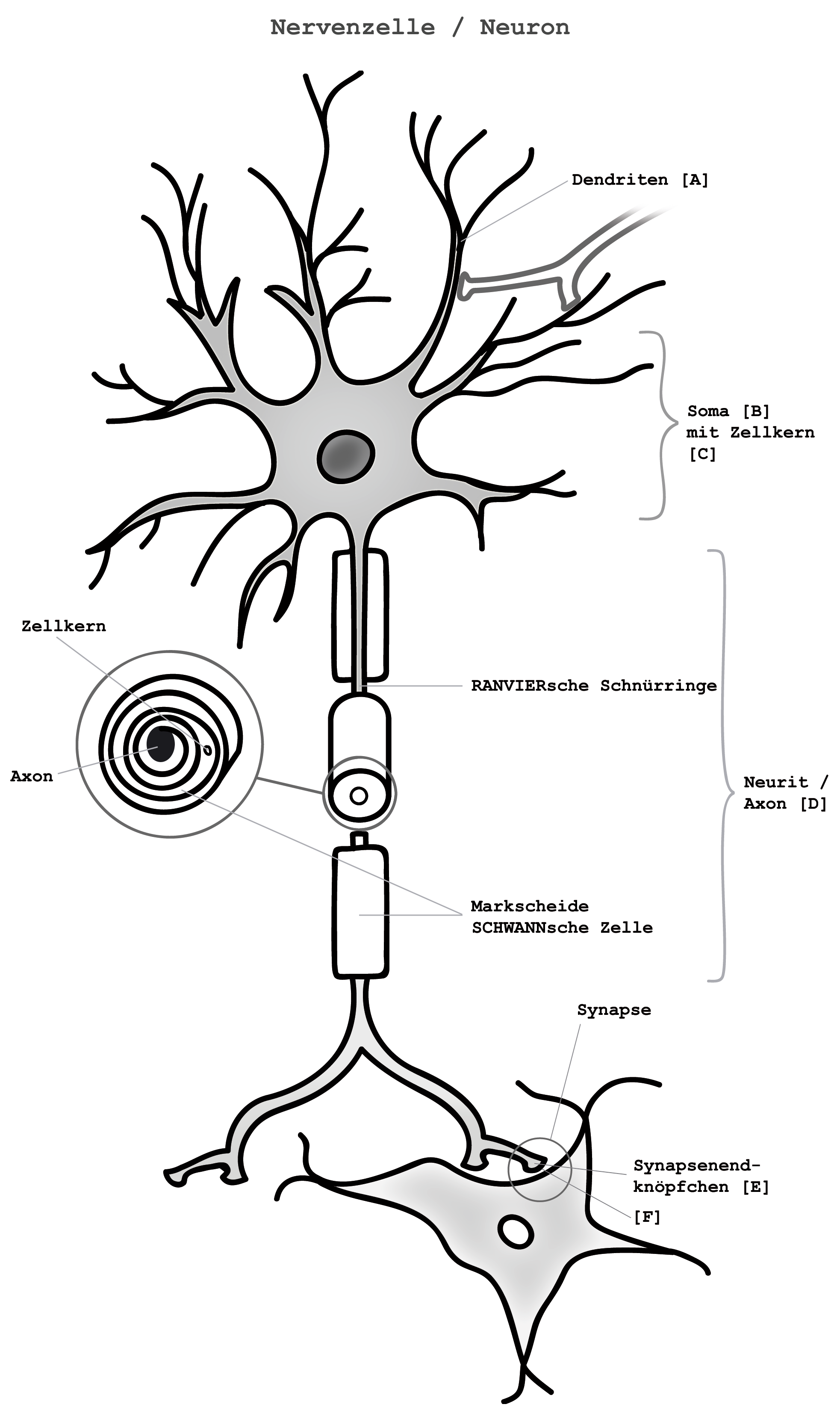
Esquema d'una cèl·lula nerviosa multipolar amb diverses dendrites i una neurita, que està envoltada de cèl·lules glials (aquí cèl·lules de Schwann) i es troba com un axó en una beina de mielina.

Una neurita o procès neuronal és qualsevol expansió del soma d'una neurona, ja sigui una dendrita o un axó. S'utilitza sovint a l'hora de referir-se a cèl·lules nervioses immadures o en desenvolupament, especialment en el cultiu cel·lular, quan es difícil distingir el caràcter de dendrita o axó perquè la diferenciació de la projecció no s'ha completat.